# 김윤근 (신부)
김윤근(金允根, 1878년 ~ 1943년 10월 7일)은 일제강점기의 가톨릭 신부이다. 세례명은 요셉이다.

## 생애
대한제국 말기인 1909년에 예수성심신학교를 졸업하고 사제 서품을 받았다. 이듬해인 1910년에 평안북도 룡천군 비현본당 초대 주임신부로 임명되었다.
1913년에는 황해도 황주군의 황주본당으로 전임하였고, 1915년에는 강원도 이천군의 명답본당에 부임했다. 이후 경성부로 이동하여 명동성당의 전신인 종현성당 보좌신부 및 기숙사 사감을 지내다가, 1926년에 현 중림동성당인 약현성당 주임신부로 이동하여 오랫동안 재직했다.
1934년에 사제 서품 25주년을 맞아 《영혼의 거울》을 저술했다. 1939년 약현본당 주임신부로 있을 때는 라리보 주교가 계획한 순교자 현양 사업을 담당하기로 했으나, 전쟁 시국으로 서양 종교의 활동이 여의치 않아지면서 무산되기도 했다.
1940년에 결성된 전쟁협력 단체인 국민총력천주교경성교구연맹에 이사로 참여하여 1943년에 심장질환으로 사망할 때까지 활동했다.

## 사후
2008년 발표된 민족문제연구소의 친일인명사전 수록예정자 명단의 종교 부문에 포함되어 있다.
가톨릭계에서는 김윤근이 사목 활동 초기에 평안북도 룡천군에서 성당 건립을 계획하고 의주본당 신자인 이기당에게 대지와 가옥 매입을 부탁했다가 곧 이기당이 항일 사건인 105인 사건에 연루되어 뜻을 이루지 못한 적이 있다는 보충 설명을 제시했다. 천주교 서울대교구는 “전쟁 마지막 시기 종교 등 각 단체 책임을 진 인물은 일본이 강압적으로 만든 총동원단체의 장이 될 수밖에 없는 불가피한 상황이었음을 고려해야 한다.”는 입장을 밝히기도 했다.

## 같이 보기
- 국민총력천주교경성교구연맹

## 참고 자료
- “"친일명단에 포함된 가톨릭인사 7명 "”. 평화신문. 2008년 5월 11일. 2014년 5월 5일에 원본 문서에서 보존된 문서. 2008년 7월 9일에 확인함.